# 연제양
연제 양(攣鞮襄, ? ~ ?)은 후한 초기의 제후이다.

## 행적
건무 2년(26년), 아버지 연제풍의 뒤를 이어 귀덕후(歸德侯)에 봉해졌고, 사후 아들 연제패가 작위를 이었다.

## 출전
- 반고, 《한서》 권17 경무소선원성공신표

| 선대 아버지 연제풍 | 후한의 귀덕후 26년 ~ ? | 후대 아들 연제패 |